# Youssef Toutouh
Youssef Toutouh (født 6. oktober 1992 i København) er en dansk fodboldspiller, der spiller for danske Nykøbing . Han har tidligere spillet for Hvidovre IF, F.C. København og Esbjerg fB.

## Karriere
Toutouh blev født på Nørrebro og har marokkanske forældre fra Alhoceima. Han spillede indtil sommeren 2008 ungdomsfodbold hos Østerbro-klubben B.93.

### Hvidovre IF
Youssef Toutouh kom til Hvidovre IF i sommeren 2008. Her startede han med at spille på klubbens U/17 hold og blev senere rykket op på U/19-holdet. Toutouh slog igennem på klubbens førstehold i 1. division isæsonen 2010-11. Han spillede 14 kampe i sæsonen og scorede tre mål. Hvidovre rykkede ved sæsonafslutningen ned i 2. division.

### FC København
Toutouh skiftede 13. juli 2011 til F.C. København på en treårig kontrakt, efter han i 14 dage havde været til prøvetræning i klubben. Han fik debut i Superligaen den 23. juli samme år, da han seks minutter før tid afløste Christian Bolaños i hjemmekampen mod OB. I Superligaen 2011-12 fik Youssef Toutouh i alt 33 spilleminutter fordelt på tre indskiftninger. I DBU Pokalen 2011-12 spillede han én kamp, da han var på banen i samtlige 90 minutter i udekampen mod FC Vestsjælland den 21. september 2011.
I den første del af Superligaen 2012-13 blev Youssef Toutouh ikke udtaget til førsteholdet, og han fik kun spilletid for holdet i Reserveholdsturneringen.

### Esbjerg fB-lejeophold
På grund af den manglende spilletid i F.C. København blev Youssef Toutouh i starten af september 2012 udlejet til superligakonkurrenterne fra Esbjerg fB. Aftalen var gældende indtil 31. december 2012 og havde til formål at give spilleren noget fast spilletid. Kort inde i 2013 blev lejeaftalen med Esbjerg forlænget, således at Toutouh spillede resten af sæsonen 2012/13 færdig i den vestjyske klub. På mål af Youssef Toutouh sikrede Esbjerg sig pokalmesterskabet i maj 2013.

### F.C. København igen
Efter er vellykket ophold i Esbjerg vendte Toutouh tilbage til F.C. København under den daværende træner Ariël Jacobs. Han nåede at få tre indhop under den belgiske træner, inden Ariël Jacobs blev fyret, og Ståle Solbakken blev genansat.
Efter Ståle Solbakken tog over blev det til seks indskiftninger, og sidenhen fuld tid i de sidste tre kampe i kalenderåret 2013.
I Champions League gruppespillet i sæsonen 2013/14 fik Toutouh seks kampe. To hvor han blev skiftet ind (FCK - Juventus d. 17. September og Galatasaray - FCK d. 23. oktober hvor han tilmed lavede en assist til 3-1 målet, scoret af Claudemir). De resterende fire kampe bød på en plads i startopstillingen, men dog også udskiftning i alle fire.
Efter vinterpausen startede Toutouh inde i de første seks kampe med to assist, og han fik fuld spilletid i alle på nær to af kampene. Toutouh pådrog sig et brud på foden i kampen mod AaB d. 30 marts, hvor han måtte forlade banen med 10 minutter igen. Denne skade satte Toutouh ude resten af 2013/14-sæsonen. I alt nåede han at spille 18 kampe for F.C. København (991 minutter) og lavede to mål og to assists.
Den 19. april 2015 pådrog Toutouh sig en meniskskade i en hjemmekamp mod AaB og var dermed færdig for resten af sæsonen. I 2014/15-sæsonen nåede han at spille 21 superligakampe (heraf 11 som indskifter), 8 europæiske kampe (4 som indskifter) og 4 pokalkampe.
Toutouh stoppede i F.C. København juni 2018.

### AGF
Efter at have gået nogle måneder uden kontrakt skrev Toutouh 4. oktober 2018 en kontrakt med AGF til sommeren 2020. Skiftet blev ikke umiddelbart nogen succes, og efter et lille år med blot 9 superligakampe, som regel som indskifter blev Toutouh i august 2019 udlejet til Stabæk for resten af efterårssæsonen. I Stabæk blev Toutouh genforenet med Kasper Junker, som han tidligere i karrieren har udtrykt ønske om at spille sammen med.

## Landsholdskarriere
Youssef Toutouh er noteret for en enkelt kamp på U/20-landsholdet og 13 kampe på U/21-landsholdet. Han fast inventar på det succesrige U/21-mandskab, der i efteråret 2014 kvalificerede sig til EM-slutrunden i Tjekkiet i juni 2015. Den knæskade, han pådrog sig i april 2015, betød imidlertid, at han ikke kom med til slutrunden. I januar 2016 annoncerede han, at han ville stille op for det marokkanske landshold.